# Втрати 25-го мотопіхотного батальйону «Київська Русь»
У статті описано деталі загибелі бійців 25-го мотопіхотного батальйону «Київська Русь».

## Поіменний перелік
| Прізвище, ім'я, по батькові (Псевдо)        | Військове звання, посада                                                                         | Місце народження                                                                                                | Дата загибелі     | Вік      | Опис |
| ------------------------------------------- | ------------------------------------------------------------------------------------------------ | --- | ----------------- | -------- | --- |
| Яценко Юрій Петрович («Саїд»)               | Солдат, стрілець-помічник гранатометника                                                         | Росава, Миронівський район, Київська область                                                                    | 28 серпня 2014    | 37 років | Загинув під час обстрілу колони батальйону в районі смт. Комісарівка Луганської області. |
| Школьний Олег Андрійович                    | Сержант, розвідник                                                                               | Старостинці, Погребищенський район, Вінницька область                                                           | 28 серпня 2014    | 24 роки  | Загинув під час обстрілу колони батальйону в районі смт. Комісарівка Луганської області. |
| Коваль Михайло Андрійович                   | Старший солдат, снайпер                                                                          | Купчинці, Іллінецький район, Вінницька область                                                                  | 21 вересня 2014   | 34 роки  | Загинув близько 6-ї ранку під час нападу російських бойовиків на блокпост неподалік Дебальцеве (Донецька область). |
| Старов Олександр Олександрович              | Старшина                                                                                         | Буча, Київська область                                                                                          | 21 вересня 2014   | 35 років | Загинув близько 6-ї ранку під час нападу російських бойовиків на блокпост неподалік Дебальцеве (Донецька область). |
| Цимбал Сергій Володимирович («Легіонер»)    | Солдат, розвідник                                                                                | Ставище, Київська область                                                                                       | 7 жовтня 2014     | 28 років | Біля м. Дебальцеве Донецької області з 3-ма іншими солдатами пішов на завдання у розвідку, потрапив у засідку. Сергій, прикривши собою відхід групи, ціною власного життя, врятував життя своїх побратимів.                                                                                             |
| Литвин Олег Олексійович («Шаман»)           | Солдат, механік-водій                                                                            | Грушівка, Апостолівський район, Дніпропетровська область                                                        | 14 листопада 2014 | 35 років | Загинув під час обстрілу російськими збройними формуваннями блокпосту в районі Дебальцеве. |
| Рачинський Олександр Григорович             | Майор (посмертно), заступник командира роти вогневої підтримки                                   | Українка, Обухівський район, Київська область                                                                   | 17 листопада 2014 | 35 років | Помер у Харківському військовому шпиталі від поранень отриманих під час виконання бойового завдання. |
| Марценюк Юрій Григорович («Дєд»)            | Солдат, навідник-оператор                                                                        | Донецьк, Донецька область                                                                                       | 6 грудня 2014     | 54 роки  | Загинув зранку в районі Дебальцеве від поранення в голову під час артобстрілу опорного пункту. |
| Єфіменко В'ячеслав Олександрович            | Солдат                                                                                           | Обухів, Київська область                                                                                        | 28 січня 2015     | 37 років | Загинув в бою в районі м. Дебальцеве Донецької області. |
| Ступак Іван Станіславович («Мажор»)         | Лейтенант, командир взводу                                                                       | Фастів, Київська область                                                                                        | 29 січня 2015     | 37 років | Загинув у бою з російськими збройними формуваннями під час оборони міста Вуглегірськ (Донецька область). |
| Лістровий Олександр Михайлович («Бандит»)   | Молодший сержант                                                                                 | Васильків, Київська область                                                                                     | 30 січня 2015     | 30 років | Помер у лікарні від тяжких поранень, отриманих в бою з російськими збройними формуваннями в районі Дебальцеве (Донецька область). |
| Завірюхін Ігор Анатолійович («Дід»)         | Майор                                                                                            | Запоріжжя, Запорізька область                                                                                   | 30 січня 2015     | 58 років | Загинув у районі Дебальцеве в бою з російськими збройними формуваннями поблизу с. Рідкодуб (Шахтарський район). |
| Голуб Аркадій Юрійович («Броня»)            | Солдат, стрілець                                                                                 | Бровари, Київська область                                                                                       | 31 січня 2015     | 35 років | Загинув під час евакуації поранених з району Нікішине — Рідкодуб (Шахтарський район) дорогою на Дебальцеве. |
| Москаленко Сергій Миколайович («Рижий»)     | Солдат, стрілець                                                                                 | Бровари, Київська область                                                                                       | 31 січня 2015     | 45 років | Загинув під час евакуації поранених з району Нікішине — Рідкодуб (Шахтарський район) дорогою на Дебальцеве. |
| Сабадаш Андрій Васильович («Старшина»)      | Старшина, старшина роти                                                                          | Кожанка, Фастівський район, Київська область.                                                                   | 2 лютого 2015     | 44 роки  | Загинув під час транспортування боєприпасів, паливних матеріалів та харчових продуктів в с. Рідкодуб де спільна група 25-го ОМПб та 128-ї ОГПБр знаходилась в оточенні. БТР військових потрапив в засідку і вони прийняли бій.                                                                          |
| Гултур Денис Анатолійович                   | Старший солдат, майстер відділення технічного обслуговування автомобільної техніки               | Сергіївка, Новотроїцький район, Херсонська область                                                              | 2 лютого 2015     | 28 років | Загинув під час транспортування боєприпасів, паливних матеріалів та харчових продуктів в с. Рідкодуб де спільна група 25-го ОМПб та 128-ї ОГПБр знаходилась в оточенні. БТР військових потрапив в засідку і вони прийняли бій.                                                                          |
| Гуріч Сергій Миколайович («Йожик»)          | Старший солдат, командир відділення                                                              | Кожанка (смт), Фастівський район, Київська область                                                              | 2 лютого 2015     | 27 років | Загинув під час транспортування боєприпасів, паливних матеріалів та харчових продуктів в с. Рідкодуб де спільна група 25-го ОМПб та 128-ї ОГПБр знаходилась в оточенні. БТР військових потрапив в засідку і вони прийняли бій.                                                                          |
| Шайдюк Віталій Вікторович («Куб»)           | Майор, заступник командира роти по роботі з особовим складом                                     | Попільня, Житомирська область                                                                                   | 2 лютого 2015     | 43 роки  | Загинув під час транспортування боєприпасів, паливних матеріалів та харчових продуктів в с. Рідкодуб де спільна група 25-го ОМПб та 128-ї ОГПБр знаходилась в оточенні. БТР військових потрапив в засідку і вони прийняли бій.                                                                          |
| Грицай Олександр Васильович                 | Солдат, кулеметник-розвідник                                                                     | Семиполки, Броварський район, Київська область                                                                  | 6 лютого 2015     | 36 років | Загинув від кулі снайпера на дебальцевському напрямку під селищем Рідкодуб (Шахтарський район), прикриваючи відхід заблокованих терористами побратимів. |
| Сич Тарас Степанович                        | Солдат, кухар                                                                                    | Вінниця, Вінницька область                                                                                      | 13 лютого 2015    | 48 років | Загинув під мінометним вогнем під Дебальцеве, коли снаряд розніс кухарський намет. |
| Черненко Максим Зеновійович                 | Старший солдат, водій                                                                            | Центральне, Миронівський район, Київська область                                                                | 15 лютого 2015    | 30 років | Загинув від поранень під Дебальцеве, де машина військових потрапила під мінометний обстріл. |
| Антоненко Василь Миколайович                | Солдат, сапер                                                                                    | Буча, Київська область                                                                                          | 15 лютого 2015    | 43 роки  | Загинув під час мінометного обстрілу під Дебальцеве. |
| Чумак Дмитро Сергійович («Митяй»)           | Солдат, номер обслуги                                                                            | Будапешт, Угорщина                                                                                              | 15 лютого 2015    | 29 років | Загинув під час мінометного обстрілу під Дебальцеве. |
| Живкович Владислав Хайдарович («Хотабич»)   | Старший прапорщик, командир взводу                                                               | Ангарськ, Іркутська область                                                                                     | 18 лютого 2015    | 39 років | Загинув під час виходу з оточення у районі міста Дебальцеве Донецької області. |
| Непомнящий Микола Валерійович               | Солдат                                                                                           | Тетіїв, Київська область                                                                                        | 26 лютого 2016    | 36 років | Помер 26 лютого 2016 р. від раніше отриманих поранень. |
| Рибаченко Олександр Сергійович («Риба»)     | Старший солдат, оператор                                                                         | Гайсин, Вінницька область                                                                                       | 26 квітня 2016    | 26 років | Підірвався 16 квітня 2016 р. на протипіхотній міні в с. Троїцьке (Попаснянський район) Луганської області. Втратив багато крові, під час медичної евакуації реанімобілем двічі зупинялося серце. Помер від поранень на хірургічному столі центральної районної лікарні міста Бахмут (Донецька область). |
| Коваль Анатолій Олександрович               | Солдат                                                                                           | Старі Безрадичі, Обухівський район, Київська область                                                            | 29 червня 2016    | 30 років | Загинув у бою в районі с. Логвинове (Бахмутський район, Донецька область). |
| Домашенко Олександр Олександрович («Домік») | Солдат, гранатометник                                                                            | Яготин, Київська область                                                                                        | 9 липня 2016      | 24 роки  | Загинув під час виконання бойового завдання поблизу смт. Луганське, Бахмутський район, Донецька область. |
| Чеботарь Руслан Петрович («Німий»)          | Солдат, номер обслуги                                                                            | Копайгород, Барський район, Вінницька область                                                                   | 9 липня 2016      | 38 років | Загинув під час виконання бойового завдання поблизу смт. Луганське, Бахмутський район, Донецька область. |
| Степаненко Сергій Євгенович («Паштет»)      | Солдат, командир відділення, гранатометник                                                       | Копейськ Челябінська область РРФСР. Проживав у м. Бориспіль, с. Корніївка (Баришівський район) Київська область | 18 грудня 2016    | 49 років | Загинув близько 8 години ранку на Світлодарській дузі при спробі противника прорватися в напрямі смт Луганське |
| Андрешків Володимир Степанович («Жара»)     | Командир відділення — командир машини піхотного взводу 1-ї мотопіхотної роти                     | Бортники (Жидачівський район), Львівська область                                                                | 19 грудня 2016    | 47 років | Загинув на Світлодарській дузі, відбиваючи атаки в районі між Луганським та окупованою Калинівкою |
| Панасенко Василь Геннадійович («Ваха»)      |                                                                                                  | Ірпінь, Київська область                                                                                        | 19 грудня 2016    | 33 роки  | Загинув на Світлодарській дузі, відбиваючи атаки в районі між Луганським та окупованою Калинівкою. |
| Кабанов Сергій Леонідович («Кабанчик»)      | Сержант, старший сапер — гранатометник інженерно-саперного відділення інженерно-саперного взводу | Тараща, Київська область                                                                                        | 28 грудня 2016    | 45 років | Загинув неподалік села Троїцьке (Попаснянський район) Луганської області («світлодарська дуга»), повертаючись з розмінування підірвався на «розтяжці». |
| Білоцерковець Микола Анатолійович («Тихий») | солдат                                                                                           | м. Харків | 26 березня 2017   | 26 років | Помер в опіковому відділенні 2-ї міської лікарні Дніпра від поранень отриманих під час пожежі 22 березня 2017 року в районі с. Троїцьке (Попаснянський район) Луганської області. |
| Шевченко Олег Сергійович                    | Солдат                                                                                           | | 23 грудня 2017    |          | Бої на Світлодарській дузі |
| Сербін Ілля Тарасович                       | 22 лютого 2018                                                                                   | Сержант |                   |          | Бої на Світлодарській дузі |
| Губенко Віталій Анатолійович                | Прапорщик                                                                                        | | 25 січня 2019     |          | Катеринівка під Попасною |
| Кравченко Андрій Анатолійович («Кремінь»)   | Солдат, кандидат технічних наук                                                                  | м. Київ | 3 квітня 2022     | 41 рік   | Загинув у наслідок детонації міни у c. Гоголів |